# Madison Genesis
Madison Genesis ist ein britisches Radsportteam mit Sitz in Middlesex.
Die Mannschaft wurde 2013 gegründet und nimmt als Continental Team an den UCI Continental Circuits teil. Manager ist Roger Hammond, der von den Sportlichen Leitern Andrew Evans, Simon Jones und Julian Winn unterstützt wird.

## Saison 2018

### Nationale Straßen-Radsportmeister
| Datum   | Rennen                                  | Sieger       |
| ------- | --------------------------------------- | ------------ |
| 1. Juli | Britische Meisterschaft – Straßenrennen | Connor Swift |

## Saison 2017

### Mannschaft
| Teamkader 2017                            | Teamkader 2017     | Teamkader 2017         | Teamkader 2017            |
| Name                                      | Geburtsdatum       | Land                   | Vorheriges Team           |
| ----------------------------------------- | ------------------ | ---------------------- | ------------------------- |
| Alexandre Blain                           | 7. März 1981       | Frankreich             | Marseille 13 KTM (2015)   |
| Mathew Cronshaw                           | 30. September 1988 | Vereinigtes Königreich | Giordana Racing (2014)    |
| Joe Evans                                 | 2. Dezember 1996   | Vereinigtes Königreich |                           |
| Taylor Gunman                             | 14. März 1991      | Neuseeland             | Avanti Racing Team (2015) |
| Richard Handley                           | 1. September 1990  | Vereinigtes Königreich | ONE Pro Cycling (2016)    |
| Matthew Holmes                            | 8. Dezember 1993   | Vereinigtes Königreich | Team Raleigh (2013)       |
| Tobyn Horton                              | 7. Oktober 1986    | Vereinigtes Königreich |                           |
| Gruffudd Lewis                            | 10. November 1997  | Vereinigtes Königreich | Pedal Heaven (2015)       |
| Jonathan McEvoy                           | 2. August 1989     | Vereinigtes Königreich | NFTO (2016)               |
| Alex Paton                                | 10. Mai 1990       | Vereinigtes Königreich | Pedal Heaven (2016)       |
| Erick Rowsell                             | 29. Juli 1990      | Vereinigtes Königreich | NetApp-Endura (2014)      |
| Connor Swift                              | 30. Oktober 1995   | Vereinigtes Königreich |                           |
|                                           |                    |                        |                           |
| Quellen: ProCyclingStats Cycling Quotient |                    |                        |                           |

## Platzierungen in UCI-Ranglisten
UCI Asia Tour
| Saison    | Mannschaftswertung | Fahrerwertung       |
| --------- | ------------------ | ------------------- |
| 2013      | 61.                | Liam Holohan (207.) |
| 2014-2016 | -                  | -                   |

UCI Europe Tour
| Saison | Mannschaftswertung | Fahrerwertung         |
| ------ | ------------------ | --------------------- |
| 2013   | 105.               | Ian Bibby (393.)      |
| 2014   | 66.                | Thomas Stewart (344.) |
| 2015   | 78.                | Thomas Stewart (408.) |
| 2016   | 58.                | Thomas Stewart (191.) |

UCI Oceania Tour
| Saison | Mannschaftswertung | Fahrerwertung       |
| ------ | ------------------ | ------------------- |
| 2013   | -                  | -                   |
| 2014   | 7.                 | Thomas Scully (16.) |
| 2015   | -                  | -                   |
| 2016   | 9.                 | Taylor Gunman (52.) |